# Ainsley Maitland-Niles
Ainsley Cory Maitland-Niles (Londra, 29 agosto 1997) è un calciatore inglese, difensore o centrocampista dell'Olympique Lione.

## Caratteristiche tecniche
È un centrocampista versatile, capace di giocare sia da ala, che da esterno di centrocampo (su entrambe le fasce), da centrale e da terzino, abile in entrambe le fasi del gioco, dotato di notevole velocità e di buona tecnica individuale. La sua posizione preferita è quella di ala, anche se lui viene impiegato principalmente da esterno destro e da centrale di centrocampo.
Il suo ex allenatore all'Arsenal Arsène Wenger lo ha elogiato descrivendolo come un buon difensore, molto veloce, con buon senso dell'uno contro uno e con tempi di recupero molto rapidi.

## Carriera

### Club

#### Inizi: Arsenal e prestito all'Ipswich Town
Cresciuto nel settore giovanile dell'Arsenal, il 24 ottobre 2014 firma il primo contratto professionistico con i Gunners, esordendo in prima squadra il 9 dicembre, nella partita di Champions League vinta per 1-4 contro il Galatasaray, sostituendo al 46º minuto Aaron Ramsey e diventando il secondo giocatore più giovane di sempre a giocare una partita internazionale per il club londinese, dopo Jack Wilshere.
Il 2 luglio 2015 viene ceduto in prestito stagionale all'Ipswich Town, con cui ha segnato il suo primo gol tra i professionisti il 3 novembre 2015 nel successo per 2-0 contro il Bolton. Complessivamente colleziona 32 presenze e due reti, venendo pure elogiato dal suo allenatore Mick McCarthy per il rendimento offerto.

#### Ritorno all'Arsenal e prestito al West Bromwich
A fine prestito fa ritorno ali gunners: dopo avere giocato poco nel 2016-2017, a partire dall'anno dopo il suo spazio in prima squadra aumenta.
La stagione 2018-2019 inizia male per lui in quanto rimedia un infortunio alla gamba alla prima giornata di campionato contro il Manchester City. Torna a disposizione a ottobre, per poi segnare il suo primo gol con i londinesi il 29 dicembre 2018 nella sconfitta per 5-1 contro il Liverpool. Il 14 marzo 2019 realizza il suo primo gol internazionale nel successo per 3-0 contro il Rennes agli ottavi di Europa League, consentendo alla sua squadra di ribaltare la sconfitta per 3-1 rimediata in Francia all'andata. In Europa League gioca titolare fisso scendendo in campo dall'inizio anche in occasione della finale persa 4-1 contro il Chelsea.
Dopo non avere trovato spazio con continuità, il 1º febbraio 2021 viene ceduto in prestito al West Bromwich.
Ritornato dal prestito, Maitland-Niles non trova molto spazio nella prima parte di stagione, collezionando solo 11 presenze.

#### Prestiti alla Roma e al Southampton
Il 7 gennaio 2022 viene ufficializzato il suo passaggio in prestito alla Roma. Debutta due giorni dopo, il 9 gennaio, giocando da titolare la partita persa per 3-4 contro la Juventus. Con i giallorossi gioca complessivamente 12 partite tra campionato e coppe, vincendo la Conference League.
Il 1º settembre viene girato in prestito annuale al Southampton. Due giorni dopo, esordisce con i Saints giocando gli ultimi 17 minuti di gioco contro il Wolverhampton.
A fine prestito non rinnova il proprio contratto coi gunners rimanendo così svincolato.

#### Olympique Lione
Il 7 agosto 2023 viene ufficializzato il suo passaggio all'Olympique Lione.

### Nazionale
Dopo avere rappresentato le selezioni giovanili inglesi dall'Under-17 all'Under-21 (vincendo anche il Mondiale di categoria con l'Under-20 nel 2017), il 29 agosto 2020 viene convocato per la prima volta in nazionale maggiore, con cui fa il suo esordio l'8 settembre seguente in occasione del pareggio per 0-0 in casa della Danimarca in Nations League.

## Statistiche

### Presenze e reti nei club
Statistiche aggiornate al 16 marzo 2025.
| Stagione               | Squadra                | Campionato             | Campionato | Campionato | Coppe nazionali | Coppe nazionali | Coppe nazionali | Coppe continentali | Coppe continentali | Coppe continentali | Altre coppe | Altre coppe | Altre coppe | Totale | Totale | Totale |
| Stagione               | Squadra                | Comp                   | Pres       | Reti       | Comp            | Pres            | Reti            | Comp               | Pres               | Reti               | Comp        | Pres        | Reti        | Pres   | Reti   |        |
| ---------------------- | ---------------------- | ---------------------- | ---------- | ---------- | --------------- | --------------- | --------------- | ------------------ | ------------------ | ------------------ | ----------- | ----------- | ----------- | ------ | ------ | ------ |
| 2014-2015              | Arsenal                | PL                     | 1          | 0          | FACup+CdL       | 1+0             | 0               | UCL                | 1                  | 0                  | -           | -           | -           | 3      | 0      |        |
| 2015-2016              | Ipswich Town           | FLC                    | 30         | 1          | FACup+CdL       | 2+0             | 1+0             | -                  | -                  | -                  | -           | -           | -           | 32     | 2      |        |
| 2016-2017              | Arsenal                | PL                     | 1          | 0          | FACup+CdL       | 3+3             | 0               | UCL                | 0                  | 0                  | -           | -           | -           | 7      | 0      |        |
| 2017-2018              | Arsenal                | PL                     | 15         | 0          | FACup+CdL       | 1+3             | 0               | UEL                | 9                  | 0                  | CS          | 0           | 0           | 28     | 0      |        |
| 2018-2019              | Arsenal                | PL                     | 16         | 1          | FACup+CdL       | 2+2             | 0               | UEL                | 10                 | 1                  | -           | -           | -           | 30     | 2      |        |
| 2019-2020              | Arsenal                | PL                     | 20         | 0          | FACup+CdL       | 5+1             | 0+1             | UEL                | 6                  | 0                  | -           | -           | -           | 32     | 1      |        |
| 2020-gen. 2021         | Arsenal                | PL                     | 11         | 0          | FACup+CdL       | 1+3             | 0               | UEL                | 5                  | 0                  | CS          | 1           | 0           | 21     | 0      |        |
| gen-giu. 2021          | West Bromwich          | PL                     | 15         | 0          | FACup+CdL       | -               | -               | -                  | -                  | -                  | -           | -           | -           | 15     | 0      |        |
| 2021-gen. 2022         | Arsenal                | PL                     | 8          | 0          | FACup+CdL       | 0+3             | 0               | -                  | -                  | -                  | -           | -           | -           | 11     | 0      |        |
| Totale Arsenal         | Totale Arsenal         | Totale Arsenal         | 72         | 1          |                 | 28              | 1               |                    | 31                 | 1                  |             | 1           | 0           | 132    | 3      |        |
| gen-giu. 2022          | Roma                   | A                      | 8          | 0          | CI              | 1               | 0               | UECL               | 3                  | 0                  | -           | -           | -           | 12     | 0      |        |
| sett. 2022-2023        | Southampton            | PL                     | 22         | 0          | FACup+CdL       | 2+2             | 0+0             |                    | -                  | -                  | -           | -           | -           | 26     | 0      |        |
| 2023-2024              | Olympique Lione        | L1                     | 23         | 1          | CF              | 6               | 1               |                    | -                  | -                  | -           | -           | -           | 29     | 2      |        |
| 2024-2025              | Olympique Lione        | L1                     | 24         | 1          | CF              | 1               | 0               | UEL                | 9                  | 0                  | -           | -           | -           | 34     | 1      |        |
| Totale Olympique Lione | Totale Olympique Lione | Totale Olympique Lione | 47         | 2          |                 | 7               | 1               |                    | 9                  | 0                  |             | -           | -           | 63     | 3      |        |
| Totale carriera        | Totale carriera        | Totale carriera        | 194        | 4          |                 | 42              | 3               |                    | 43                 | 1                  |             | 1           | 0           | 280    | 8      |        |

### Cronologia presenze e reti in nazionale
| Cronologia completa delle presenze e delle reti in nazionale ― Inghilterra | Cronologia completa delle presenze e delle reti in nazionale ― Inghilterra | Cronologia completa delle presenze e delle reti in nazionale ― Inghilterra | Cronologia completa delle presenze e delle reti in nazionale ― Inghilterra | Cronologia completa delle presenze e delle reti in nazionale ― Inghilterra | Cronologia completa delle presenze e delle reti in nazionale ― Inghilterra | Cronologia completa delle presenze e delle reti in nazionale ― Inghilterra | Cronologia completa delle presenze e delle reti in nazionale ― Inghilterra |
| Data                                                                       | Città                                                                      | In casa                                                                    | Risultato                                                                  | Ospiti                                                                     | Competizione                                                               | Reti                                                                       | Note                                                                       |
| -------------------------------------------------------------------------- | -------------------------------------------------------------------------- | -------------------------------------------------------------------------- | -------------------------------------------------------------------------- | -------------------------------------------------------------------------- | -------------------------------------------------------------------------- | -------------------------------------------------------------------------- | -------------------------------------------------------------------------- |
| 8-9-2020                                                                   | Copenaghen                                                                 | Danimarca                                                                  | 0 – 0                                                                      | Inghilterra                                                                | UEFA Nations League 2020-2021 - 1º turno                                   | -                                                                          | 86’                                                                        |
| 8-10-2020                                                                  | Londra                                                                     | Inghilterra                                                                | 3 – 0                                                                      | Galles                                                                     | Amichevole                                                                 | -                                                                          | 76’                                                                        |
| 14-10-2020                                                                 | Londra                                                                     | Inghilterra                                                                | 0 – 1                                                                      | Danimarca                                                                  | UEFA Nations League 2020-2021 - 1º turno                                   | -                                                                          | 36’                                                                        |
| 12-11-2020                                                                 | Londra                                                                     | Inghilterra                                                                | 3 – 0                                                                      | Irlanda                                                                    | Amichevole                                                                 | -                                                                          | 64’                                                                        |
| 18-11-2020                                                                 | Londra                                                                     | Inghilterra                                                                | 4 – 0                                                                      | Islanda                                                                    | UEFA Nations League 2020-2021 - 1º turno                                   | -                                                                          | 85’                                                                        |
| Totale                                                                     |                                                                            | Presenze                                                                   | 5                                                                          |                                                                            | Reti                                                                       | 0                                                                          |                                                                            |

| Cronologia completa delle presenze e delle reti in nazionale ― Inghilterra under 21 | Cronologia completa delle presenze e delle reti in nazionale ― Inghilterra under 21 | Cronologia completa delle presenze e delle reti in nazionale ― Inghilterra under 21 | Cronologia completa delle presenze e delle reti in nazionale ― Inghilterra under 21 | Cronologia completa delle presenze e delle reti in nazionale ― Inghilterra under 21 | Cronologia completa delle presenze e delle reti in nazionale ― Inghilterra under 21 | Cronologia completa delle presenze e delle reti in nazionale ― Inghilterra under 21 | Cronologia completa delle presenze e delle reti in nazionale ― Inghilterra under 21 |
| Data                                                                                | Città                                                                               | In casa                                                                             | Risultato                                                                           | Ospiti                                                                              | Competizione                                                                        | Reti                                                                                | Note                                                                                |
| ----------------------------------------------------------------------------------- | ----------------------------------------------------------------------------------- | ----------------------------------------------------------------------------------- | ----------------------------------------------------------------------------------- | ----------------------------------------------------------------------------------- | ----------------------------------------------------------------------------------- | ----------------------------------------------------------------------------------- | ----------------------------------------------------------------------------------- |
| 10-10-2017                                                                          | Andorra la Vella                                                                    | Andorra under 21                                                                    | 0 – 1                                                                               | Inghilterra under 21                                                                | Qual. Europeo Under-21 2019                                                         | -                                                                                   | cap. 64’ 76’                                                                        |
| 10-11-2017                                                                          | Kiev                                                                                | Ucraina under 21                                                                    | 0 – 2                                                                               | Inghilterra under 21                                                                | Qual. Europeo Under-21 2019                                                         | -                                                                                   | 56’                                                                                 |
| 24-3-2018                                                                           | Wolverhampton                                                                       | Inghilterra under 21                                                                | 2 – 1                                                                               | Romania under 21                                                                    | Amichevole                                                                          | -                                                                                   | 70’                                                                                 |
| 27-3-2018                                                                           | Sheffield                                                                           | Inghilterra under 21                                                                | 2 – 1                                                                               | Ucraina under 21                                                                    | Qual. Europeo Under-21 2019                                                         | -                                                                                   | 91’                                                                                 |
| Totale                                                                              |                                                                                     | Presenze                                                                            | 4                                                                                   |                                                                                     | Reti                                                                                | 0                                                                                   |                                                                                     |

## Palmarès

### Club

#### Competizioni nazionali
- Coppa d'Inghilterra: 3

Arsenal: 2014-2015, 2016-2017, 2019-2020
- Community Shield: 2

Arsenal: 2017, 2020

#### Competizioni internazionali
- UEFA Conference League: 1

Roma: 2021-2022

### Nazionale
- Campionato mondiale Under-20: 1

Corea del Sud 2017